# Грбови рејона Томске области
Грбови рејона Томске области обухвата галерију грбова административних јединица руске области — Томске области, са статусом градских округа и рејона, те њихове историјске грбове (уколико их има).
Већина грбова настала је након успостављања Руске Федерације и Томске области, као њеног саставног субјекта.

## Грбови округа и рејона
- I — Грб града 
 Кедрови
- II — Грб града 
 Северск
- III — Грб града 
 Стрежевој
- IV — Грб града 
 Томск
- 1 — Грб рејона 
 Александровски
- 2 — Грб рејона 
 Каргасошки
- 3 — Грб рејона 
 Парабељски
- 4 — Грб рејона 
 Колпашевски
- 5 — Грб рејона 
 Чајински
- 6 — Грб рејона 
 Молчановски
- 7 — Грб рејона 
 Кривошјеински
- 8 — Грб рејона 
 Шегарски
- 9 — Грб рејона 
 Кожевниковски
- 10 — Грб рејона 
 Томски
- 11 — Грб рејона 
 Асиновски
- 12 — Грб рејона 
 Првомајски
- 13 — Грб рејона 
 Верхњекетски
- 14 — Грб рејона 
 Тегуљдјетски
- 15 — Грб рејона 
 Зирјански
- 16 — Грб рејона 
 Бакчарски